# Vincenzo Rennella
Vincenzo Rennella (ur. 8 października 1988 w Saint-Paul-de-Vence) – francuski piłkarz występujący na pozycji pomocnika w Cádiz CF.